# Lambdina endropiaria
Lambdina endropiaria är en fjärilsart som beskrevs av Augustus Radcliffe Grote och Robinson 1867. Lambdina endropiaria ingår i släktet Lambdina och familjen mätare. Inga underarter finns listade i Catalogue of Life.